# Giovanni Koetting
Giovanni Koetting (ur. 10 marca 1962 w Ivrei) – włoski piłkarz grający na pozycji pomocnika, trener piłkarski.

## Kariera piłkarska

### Kariera klubowa
Wychowanek Juventusu, w barwach którego w 1979 rozpoczął karierę piłkarską. W debiutanckim sezonie nie rozegrał żadnego meczu i w sezonie 1980/81 został wypożyczony do Udinese, a w następnym do SPAL. W 1982 wrócił do Turynu i w kolejnym sezonie zdobył mistrzostwo Włoch. W 1985 przeszedł do Ancony, a po dwóch latach przeniósł się do rodzimego Ivrea. W 1988 został piłkarzem Rivarolese, w którym zakończył karierę piłkarską w roku 1993.

### Kariera reprezentacyjna
W 1981 roku występował w młodzieżowej reprezentacji Włoch.

## Kariera trenerska
Po zakończeniu kariery piłkarza rozpoczął pracę trenerską w amatorskich klubach Piemontu, między innymi Santhià i Sporting Bellinzago.

## Sukcesy i odznaczenia

### Sukcesy klubowe
Juventus
- mistrz Włoch: 1983/84
- zdobywca Pucharu Włoch: 1982/83
- zdobywca Pucharu Zdobywców Pucharów: 1983/84
- zdobywca Superpucharu UEFA: 1984
- zdobywca Pucharu Mistrzów UEFA: 1984/85